# Psychotria palawanensis
Psychotria palawanensis är en måreväxtart som beskrevs av Adolph Daniel Edward Elmer. Psychotria palawanensis ingår i släktet Psychotria och familjen måreväxter. Inga underarter finns listade i Catalogue of Life.